# Scisti di Edolo
Il termine Scisti di Edolo fu introdotto per la prima volta da Salomon (1901) ed indica rocce metamorfiche scistose appartenenti al Dominio Sudalpino.

## Descrizione
Dal punto di vista macroscopico, possono essere distinte due tipologie litologiche: 
- scisti grigio scuri, cloritici e talora biotitici, con letti e vene di quarzo;
- scisti argentei con porfiroblasti di granato.

In entrambi i litotipi si possono avere zone con ocelli, da micro a macroscopici, di albite. Le albitizzazioni hanno in genere un andamento a fasce con direzione E⁠-W.
Talora, sia in concordanza (p.e. a sud dell'Aprica) sia in discordanza (Valli Malgine) con gli scisti, compaiono anche anfiboliti e cloritoscisti.
Presso le Case Gadaldi di Castello dell'Acqua e in Val Brandet affiorano anche due lembi di marmi bianchi associati ad anfiboliti e contenenti, soprattutto lungo i bordi, anfiboli raggiati o masserelle di steatite.
Tra Forno d'Allione e Cedegolo affiora una cupola di gneiss occhiadini a microclino e fengite associati ad anfiboliti cloritiche ad andesina, mentre in Valle d'Arigna si trova un affioramento di gneiss chiaro.
Infine frequenti sono le lenti di quarziti intercalate negli scisti, talora passanti a masse di grandi dimensioni con buona purezza e omogeneità (Membro delle Quarziti del Dosso Pasò).

### Grado Metamorfico
Il metamorfismo di queste rocce è di basso e medio grado (scisti verdi fino ad anfibolitica), caratterizzato dalla presenza di minerali quali le miche, la clorite, l'albite. Talora si riscontrano granati e anfiboli.

## Età

### Età deposizionale
Gli scisti di Edolo derivano dal metamorfismo in facies scisti verdi di una serie sedimentaria pelitica (a sud) e neritico⁠-pelitica (a nord) deposta in epoca pre⁠-Ordoviciana (470⁠-430 Ma) e all'interno della quale si erano precedentemente intrusi filoni basici e banchi tufitici (da cui hanno preso origine rispettivamente i cloritoscisti e le anfiboliti).

### Età di deformazione
La deformazione è avvenuta in più episodi, sovrapposti in modo differente da settore a settore. In genere si tratta di eventi metamorfici iniziati dopo la messa in posto dei plutoni granitoidi dell'Ordoviciano Superiore, quindi risalenti all'Orogenesi Ercinica (350⁠-300 Ma).
Nelle zone in cui è avvenuta l'intrusione dei plutoni terziari si ha sovrapposizione di metamorfismo di contatto.